# 蒂里揚河
40°21′52″N 47°26′15″E / 40.3644°N 47.4376°E

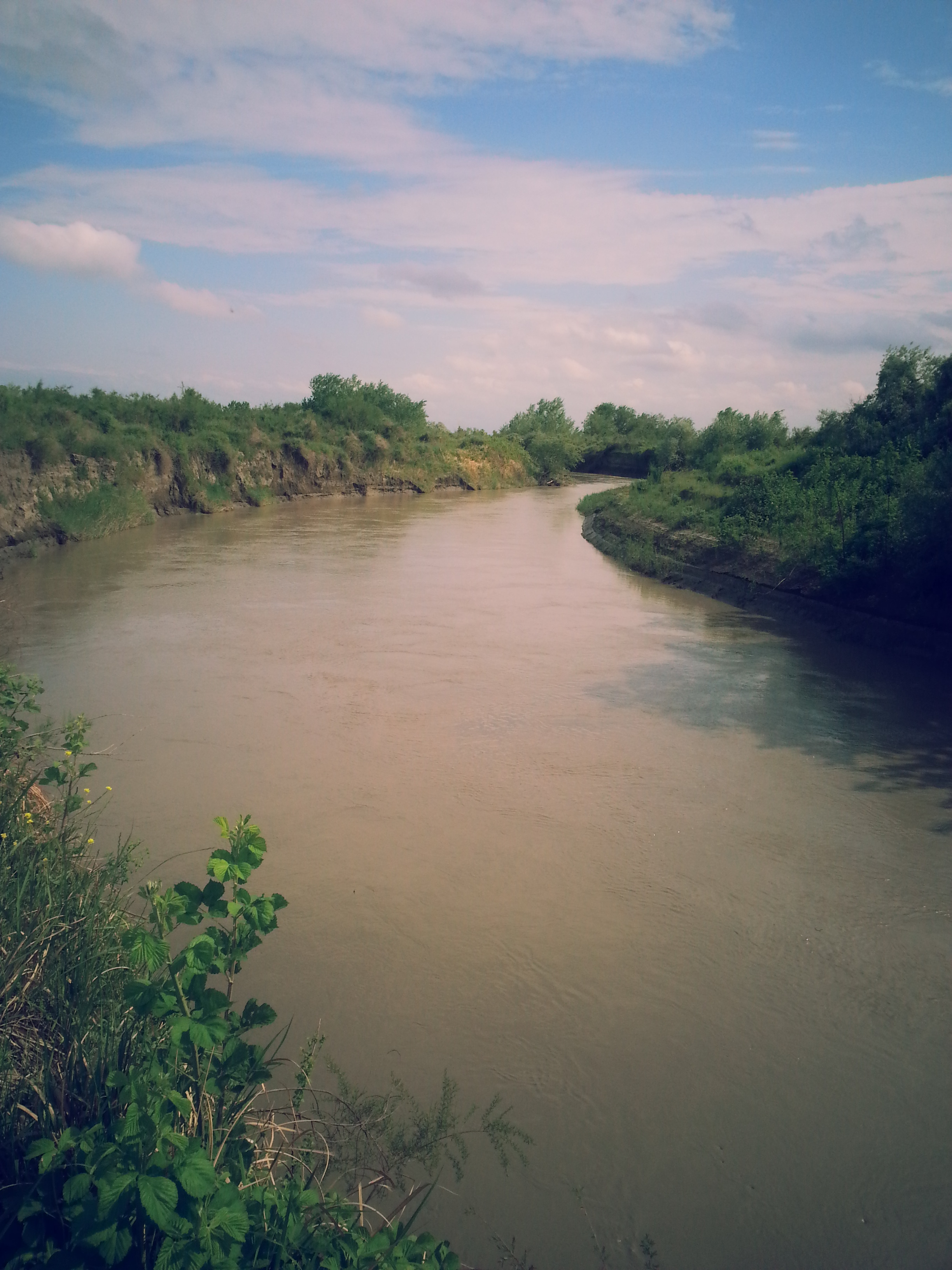

蒂里揚河是阿塞拜疆的河流，位於該國中北部，流經蓋貝萊區和蓋奧克恰伊區，河道全長180公里，流域面積1,840平方公里，每年平均降雨量452毫米。